# 近平奈緒子

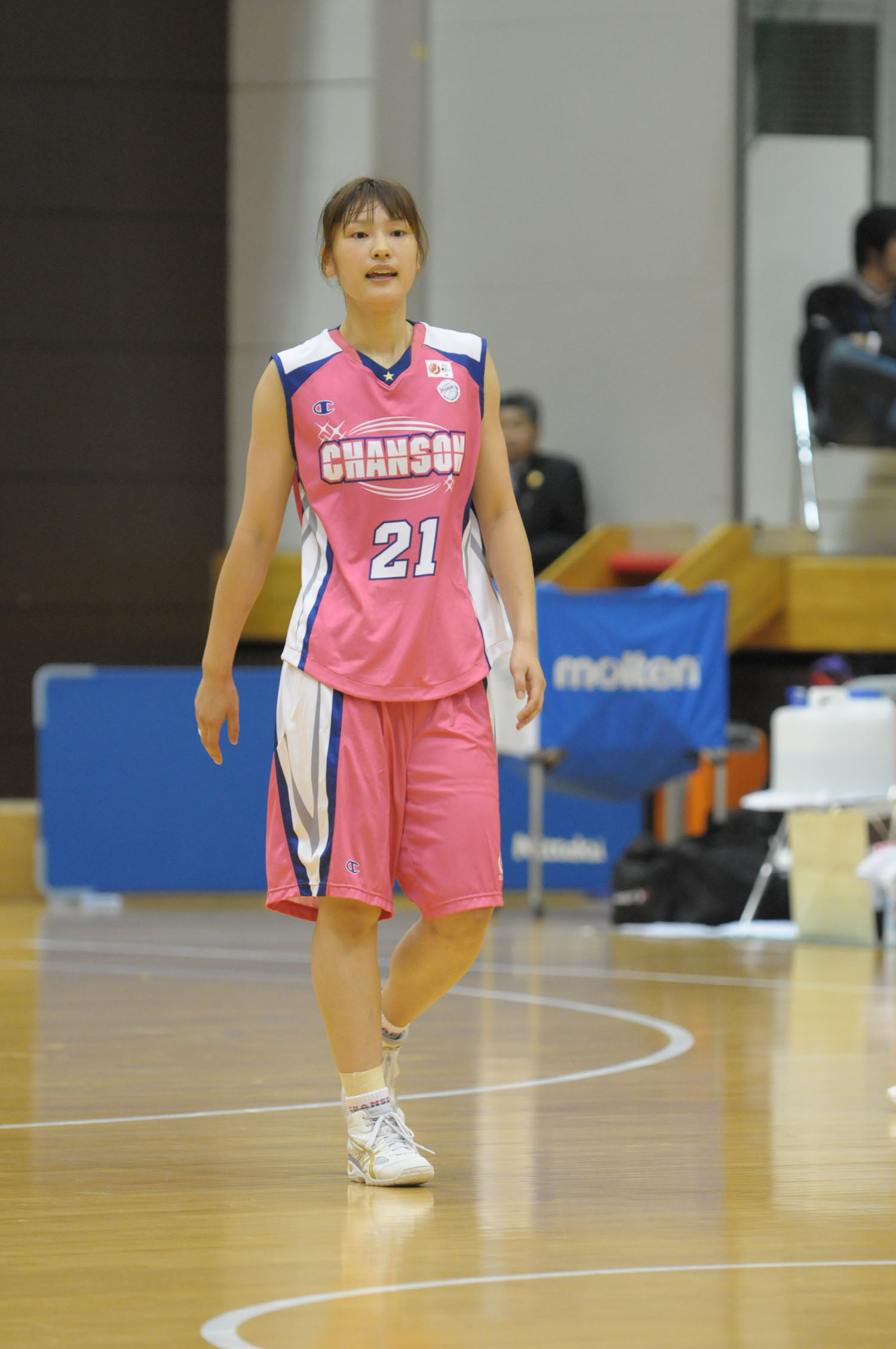
近平 奈緒子

近平奈緒子（1993年11月28日—）是來自愛媛縣松山市的前女子籃球選手。她的場上位置是中鋒／前鋒。

## 人物
近平奈緒子在愛南町立平城小學校開始打籃球，之後進入松山市立南第二中學校，並在聖卡塔利娜學園高等學校就讀。在校期間，她入選了不同年齡組的日本代表隊，並在U-17世界錦標賽上獲得第5名，在第1屆3×3青年世界錦標賽上獲得第3名
2012年，近平奈緒子加入香頌V魔術。2017年，她轉會至愛信之翼。
她於2022年退役。

## 經歷
- 聖卡塔利娜女子高中（日语：聖カタリナ学園高等学校） - 香頌化妝品（日语：シャンソン化妝品）（2012年〜2017年） - 愛信（日语：アイシン）（2017年～2022年）

## 日本代表經歷
- 第1屆U-17世界錦標賽
- 第1屆3×3青年世界錦標賽

## 外部連結
- 近平奈緒子在fiba.basketball（英语）
- 近平奈緒子在archive.fiba.com（archived）（英语）
- 近平奈緒子在日本女子籃球聯盟（日语）
- 近平奈緒子在Eurobasket.com（球員）（英语）